# Liste der Autobahnen im Vereinigten Königreich
Dies ist eine Liste aller Autobahnen im Vereinigten Königreich. Es ist zu beachten, dass für Großbritannien und Nordirland unterschiedliche Nummerierungsschemata existieren; siehe Straßensystem in Irland. Zurzeit befinden sich insgesamt ein wenig mehr als 2.000 Meilen (3.218 km) Autobahn im ganzen Vereinigten Königreich.
Die Autobahnen werden durch blaue Schilder und einer Straßennummer (mit vorangestelltem M) signalisiert, wie M1 (ohne Leerzeichen). Zu einer Autobahn ausgebaute A-Straßen werden mit einem nachgestellten (M) gekennzeichnet, z. B. A1(M). Die Höchstgeschwindigkeit beträgt 70 mph (112 km/h).
Der Betrieb der britischen Autobahnen unterscheidet sich nach Ländern. In England ist für fast alle Autobahnen die Straßenverwaltungsorganisation Highways Agency (die zum britischen Verkehrsministerium gehört) zuständig, in Wales gehört der Betrieb zum Kompetenzbereich der walisischen Regierung und in Schottland ist Transport Scotland (ein Amt der schottischen Regierung) verantwortlich. In Nordirland fällt der Betrieb auf Northern Ireland Roads Service.

## Liste der Autobahnen

### Autobahnen in Großbritannien

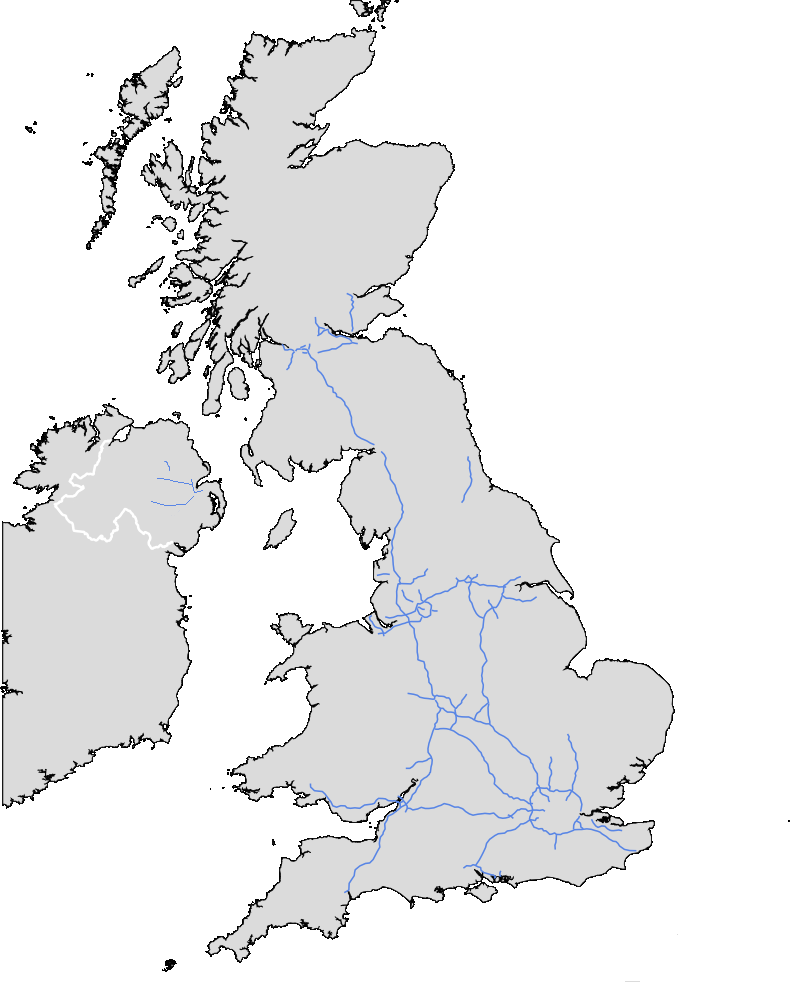
Autobahnnetz im Vereinigten Königreich

#### Autobahnen in England und Wales
- M1 – die östliche Nord-Süd-Autobahn zwischen London und Leeds und weiter zur A1
- M2 – von Rochester nach Faversham.
- M3 – von London nach Southampton
- M4 – von London in den Süden von Wales
- M5 – von Exeter nach Birmingham
- M6 – die westliche Nord-Süd-Autobahn zwischen Rugby und Carlisle
- M6 Toll, eine mautpflichtige Autobahn nördlich von Walsall und Sutton Coldfield, die ein viel befahrenes Teilstück der M6 bei Birmingham und Wolverhampton entlastet

- M10 – ein Zubringer von der M1 nach St Albans
- M11 – von London nach Cambridge
- M18 – zwischen der M1 bei Rotherham und der M62 bei Goole
- M20 – von London (Swanley) nach Folkestone
- M23 – von London (Coulsdon) bis kurz nach Crawley
- M25 – die Ringautobahn um London
- M26 – eine kurze Verbindung zwischen der M25 bei Sevenoaks und der M20 bei Maidstone
- M27 – die Südküstenverbindungen zwischen Southampton und Portsmouth
- M32 – ein Zubringer von der M4 ins Stadtzentrum von Bristol
- M40 – von London nach Birmingham
- M42 – der nördliche und östliche Teil der Ringautobahn um Birmingham, mit einer nördlichen Verlängerung nach Ashby-de-la-Zouch und einer westlichen zur M5
- M45 – ein Zubringer von der M1 nördlich von Daventry in Richtung Coventry
- M48 – die Brücke über den Severn zwischen Thornbury und Newport; vor dem Bau der zweiten Severn-Brücke war dies die M4
- M49 – eine kurze Verbindung von der M5 zur M4 westlich von Bristol
- M50 – von der M5 bei Tewkesbury nach Ross-on-Wye
- M53 – von Chester nach Birkenhead
- M54 – von der M6 nördlich von Wolverhampton nach Telford
- M55 – von Blackpool zur M6 bei Preston
- M56 – von Manchester nach Chester
- M57 – Umfahrung von Liverpool nordwestlich der M62
- M58 – von Wigan zu den nördlichen Stadtteilen von Liverpool
- M60 – die Ringautobahn um Manchester
- M61 – von Preston nach Manchester
- M62 – von Liverpool nach Kingston-upon-Hull
- M65 – von Preston nach Colne
- M66 – von Rawtenstall zur M62 bei Manchester
- M67 – von der M60 bei Denton nach Hyde in der Region Greater Manchester
- M69 – von Leicester nach Coventry

- M180 – von der M18 bei Thorne nach Grimsby und zur Humber-Brücke
- M181 – Zubringer von Scunthorpe zur M180
- M271 – Zubringer von Southampton zur M27
- M275 – Zubringer von Portsmouth zur M27
- M602 – Zubringer von der M62 nach Manchester
- M606 – Zubringer von der M62 nach Bradford
- M621 – Zubringer von der M62 nach Leeds

- A1(M) – jene Teilstücke der A1 zwischen London und Newcastle upon Tyne die zu einer Autobahn ausgebaut wurden
- A3(M) – ein kurzes Teilstück der A3, das die Orte Waterlooville und Havant umfährt
- A38(M) – Zubringer von der M6 ins Stadtzentrum von Birmingham, auch als Aston Expressway bekannt; es gibt keinen Mittelstreifen, die Anzahl der Fahrspuren je Richtung wird dem Verkehrsaufkommen angepasst
- A48(M) – Zubringer von der M4 nach Cardiff
- A57(M) – nördlicher Teil der inneren Ringstraße von Manchester
- A58(M) – westlicher Teil der inneren Ringstraße von Leeds
- A64(M) – östlicher Teil der inneren Ringstraße von Leeds
- A66(M) – Zubringer von der A1(M) nach Darlington
- A167(M) – im Zentrum von Newcastle upon Tyne
- A194(M) – Zubringer von der A1(M) bei Newcastle upon Tyne zum Tyne Tunnel
- A308(M) – Zubringer von der M4 nach Maidenhead
- A329(M) – von Bracknell nach Winnersh (bei Reading)
- A404(M) – zwischen der M4 und Henley-on-Thames
- A601(M) – Zubringer von der M6 bei Carnforth (Lancashire) zur A6, der südliche Abschnitt einspurig
- A627(M) – von Rochdale und Oldham zur M62

#### Autobahnen in Schottland
- M8 – von Edinburgh über Glasgow nach Greenock
- M9 – von Edinburgh nach Stirling
- M73 – von Cumbernauld zur M74
- M74 – von Glasgow nach Abington
- M77 – von Glasgow nach Newton Mearns
- M80 – von Glasgow nach Stirling
- M90 – von der Forth Road Bridge nach Perth
- M876 – kurze Verbindung zwischen zwei Autobahnen bei Falkirk
- M898 – Zubringer zur Erskine Bridge

- A74(M) – von der M74 bei Abington nach Gretna
- A823(M) – Zubringer von der M90 nach Dunfermline

### Autobahnen in Nordirland
- M1 – von Belfast nach Dungannon
- M2 – von Belfast nach Antrim, plus ein weiteres Teilstück bei Ballymena
- M3 – von Belfast nach Ballymacarrett
- M5 – von Belfast nach Newtownabbey

- M12 – Zubringer von der M1 nach Portadown
- M22 – von der M2 bei Antrim nach Randalstown

## Ehemalige Autobahnen

### Heruntergestufte Autobahnen
- M41 Zubringer zum Westway in London
- A18(M) Zubringer der M18; der größte Teil gehört nun zur M180, ein Abschnitt wurde geschlossen
- A40(M) war der Westway in London (jetzt A40)
- A41(M) Umfahrung von Tring, jetzt A41
- A46(M) Zubringer von der M1 nach Leicester
- A102(M) Östliche Thames-Unterquerung in London durch den Blackwall-Tunnel
- Das nördliche Drittel der A329(M) von Winnersh nach Reading ist jetzt die A3290, weil eine Fahrspur für Busse reserviert ist.
- A6144(M) „Carrington Spur“ einspurige Zubringer von der M60 nach A6144 in Ashton upon Mersey, ab 24. Mai 2006 ist die A6144

### Umbenannte Autobahnen
- M63 wurde mit Teilen der M62 und der M66 zusammengelegt, um daraus die M60-Ringautobahn rund um Manchester zu bilden
- M85 ist jetzt ein Teilstück der M90
- M531 ist jetzt der südliche Teil der M53
- A20(M) ist jetzt ein Teilstück der M20
- A423(M) ist jetzt die A404(M)
- A6127(M) ist jetzt die A167(M)